# Criteri di resistenza
I criteri di resistenza dei materiali costituiscono un metodo semiempirico per costruire il dominio elastico degli stati tensionali ammissibili per i materiali, cioè l'intervallo di stati tensionali che i diversi materiali possono sopportare senza intercorrere in condizioni limite di snervamento per materiali duttili o di rottura per materiali fragili.
Senza l'utilizzo di questi criteri, sarebbero necessari test di laboratorio per verificare la resistenza dei materiali a ogni nuova configurazione tensionale, e quindi di fatto per ogni prodotto che svolga una qualche funzione strutturale. Questi test sono economicamente sostenibili solo per prodotti di massa, oppure per applicazioni critiche; altrimenti i progettisti devono rifarsi ai dati noti per ciascun materiale, che tipicamente sono quelli corrispondenti a semplici test di resistenza uni-assiale. I criteri di resistenza servono precisamente a confrontare ogni possibile stato di tensione triassiale, con i valori ottenuti dai test uniassiali.

## Dominio elastico

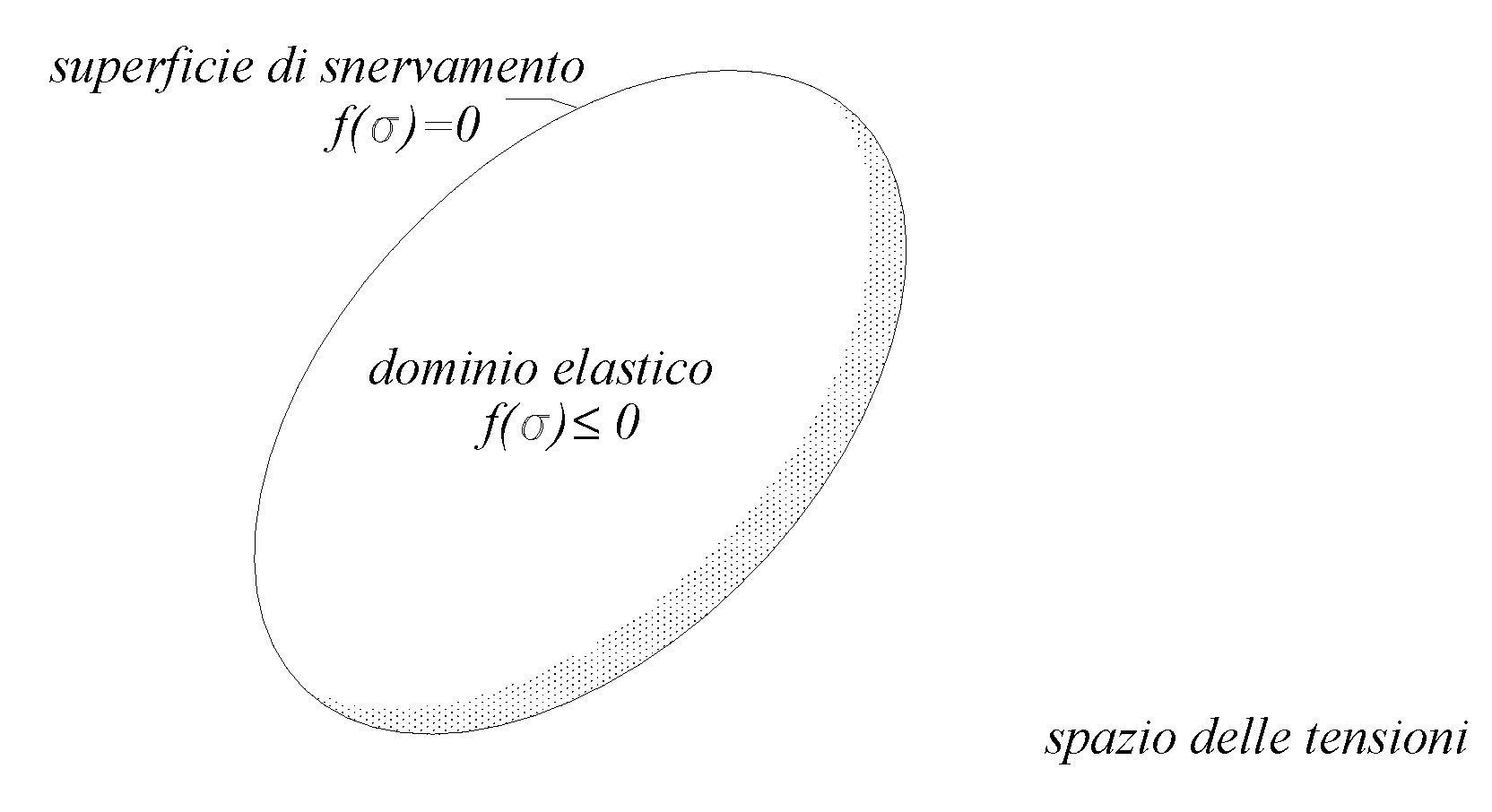
Dominio delle tensioni ammissibili per un materiale duttile

Dal punto di vista macroscopico, sia la plasticizzazione dei materiali duttili che la rottura dei materiali fragili evidenziano l'esistenza di un dominio limitato degli stati tensionali {\displaystyle {\boldsymbol {\sigma }}} possibili per un materiale. Per generici stati di tensione pluriassiali, a tale dominio può essere data una rappresentazione del tipo
{\displaystyle f({\boldsymbol {\sigma }})\leq 0}
dove i punti interni del dominio, caratterizzati dalla
{\displaystyle f({\boldsymbol {\sigma }})<0}
sono riconducibili ad un comportamento di tipo elasto-lineare, mentre la frontiera del dominio, definita dalla condizione
{\displaystyle f({\boldsymbol {\sigma }})=0}
segna il limite di validità del comportamento elastico-lineare con il sopraggiungere di fenomeni fortemente nonlineari (la plasticizzazione per i materiali duttili, la rottura per i materiali fragili).
Mancando una consolidata teoria che porti alla costruzione razionale del dominio elastico dei materiali sulla base del loro comportamento micromeccanico, tale dominio può pertanto essere costruito solo per via empirica in accordo con i risultati sperimentali.
Nel caso particolare di materiali isotropi, la rappresentazione del dominio elastico può essere ricondotta in termini solo delle tre tensioni principali {\displaystyle (\sigma _{I},\sigma _{II},\sigma _{III}\!)}, ma non delle direzioni principali di tensione.
{\displaystyle f({\boldsymbol {\sigma }})\equiv f(\sigma _{I},\sigma _{II},\sigma _{III})\leq 0}

## Stati tensionali monoassiali

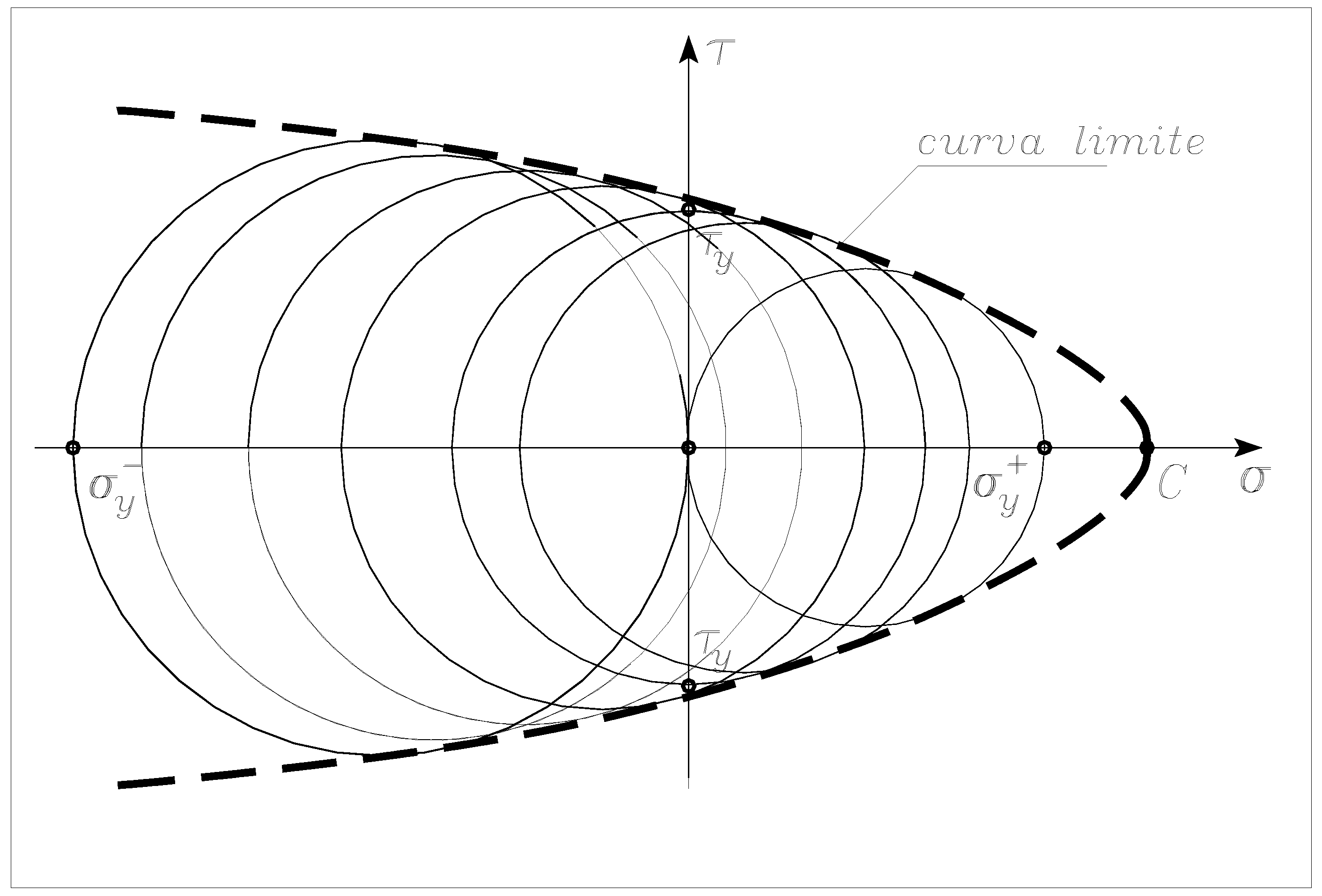
Dominio delle tensioni ammissibili nel piano di Mohr

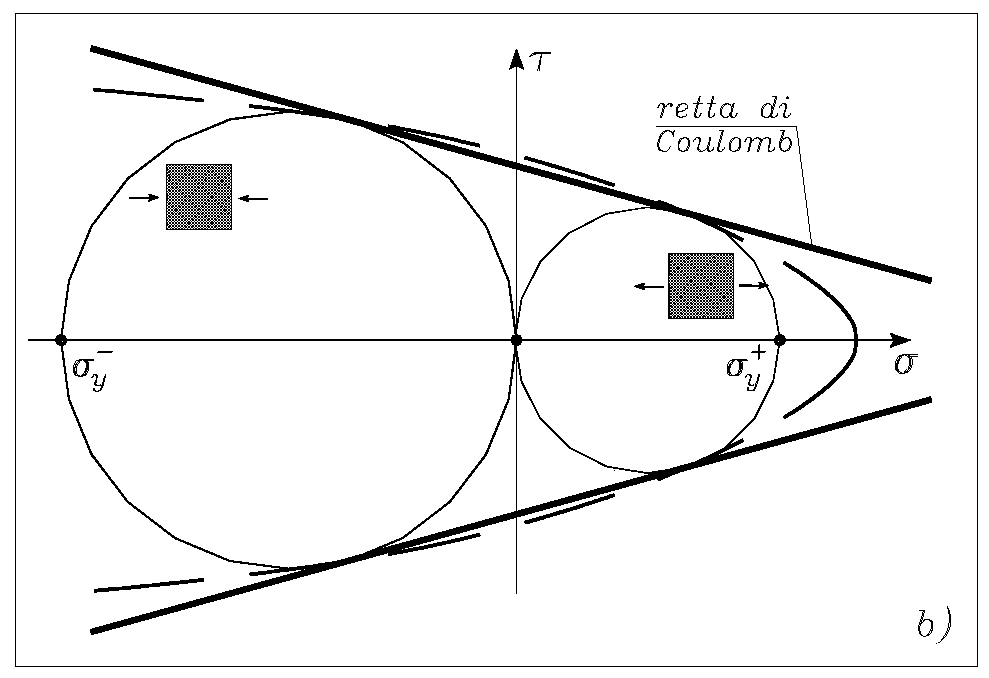
Dominio delle tensioni ammissibili: metodo di Coulomb

Nel caso di stati monoassiali di tensione, il dominio delle tensioni
{\displaystyle \sigma ^{-}\leq \sigma \leq \sigma ^{+}}
è caratterizzato dai due valori limite {\displaystyle (\sigma ^{-},\sigma ^{+})\ } a trazione e compressione. La rappresentazione
di tale dominio è riconducibile alla forma {\displaystyle f({\boldsymbol {\sigma }})\leq 0} definendo la funzione delle tensioni, ad esempio, mediante la
{\displaystyle f({\sigma })=\max \left\{\left({\frac {\sigma -\sigma ^{-}}{\sigma ^{-}}}\right),\left({\frac {\sigma -\sigma ^{+}}{\sigma ^{+}}}\right)\right\}}
La determinazione dei valori limite {\displaystyle (\sigma ^{-},\sigma ^{+})\ } risulta facilmente conseguibile mediante prove sperimentali (a trazione e compressione) sui provini di materiale.

## Stati tensionali piani (metodo di Mohr-Coulomb)
Nel caso di stati piani di tensione (o deformazione), il dominio 
elastico dei materiali può essere costruito mediante un approccio fenomenologico, cioè sulla base di una descrizione
semplice e compatta dell'insieme dei dati sperimentali con il minimo di ipotesi semplificatrici.
Tale approccio consiste nell'eseguire diverse prove sperimentali con diversi rapporti tra le componenti principali di
tensione. Ciascuna di queste prove è condotta fino al raggiungimento della condizione limite
(di snervamento o rottura) riportando nel piano di Mohr {\displaystyle (\sigma ,\tau )\!} il cerchio rappresentativo del
relativo stato tensionale limite. 
L'inviluppo dei cerchi così ottenuti definisce una curva limite di plasticità
{\displaystyle \tau =g(\sigma )}
Essa delimita il dominio elastico del materiale, nel senso che ad ogni stato tensionale piano,
il cui cerchio rappresentativo nel piano di Mohr è interno a questo dominio, corrisponde uno stato
elastico del materiale, mentre se tale cerchio di Mohr è tangente alla curva limite corrisponde
uno stato limite del materiale. 
Su tale approccio fenomenologico si basa il metodo di Coulomb (indicato anche frequentemente come criterio di rottura di Coulomb). In particolare il metodo approssima il tratto più significativo della curva limite mediante una retta
{\displaystyle \tau =g(\sigma )\approx \tau _{c}+\sigma \;\tan \varphi }
definita in termini delle due costanti {\displaystyle (\tau _{c},\varphi )} indicati generalmente come tensione di coesione ed angolo di attrito, con riferimento allo studio delle terre (la Geotecnica) dove il metodo trova più largo impiego.

## Stati tensionali pluriassiali (criteri di resistenza)
Un procedimento quale quello seguito nel caso bidimensionale è pressoché irrealizzabile in regime tridimensionale di tensioni, sia per la tipologia di prove sperimentali necessarie (non tutte realmente possibili in laboratorio), sia per la quantità e varietà di dati che queste inevitabilmente forniscono.
Nel caso di tensioni pluriassiali la costruzione del dominio elastico fa uso di una strategia semiempirica basata sui criteri di resistenza. Tale strategia si articola in due tempi:
- a priori, assumendo certe ipotesi sul comportamento limite del materiale,
- a posteriori, verificando le ipotesi fatte sulla base dell'esperienza.

In altre parole il procedimento richiede un'ipotesi preliminare (il criterio di resistenza), 
su quale tensione, o su quale combinazione di tensioni in uno stato tensionale complesso, determina
il passaggio allo stato limite (di snervamento o rottura) del materiale. Ciò permette di costruire
la forma del dominio elastico, ma non ne completa la costruzione.
La definizione di un criterio di resistenza per un dato materiale consente però di confrontare,
per quel materiale, stati tensionali diversi ma equivalenti ai fini della sicurezza alla condizione
limite, e quindi di relazionare il generico stato di tensione tridimensionale {\displaystyle \sigma _{ij}} con lo stato
tensionale monoassiale in condizioni limite. Ciò permette di completare facilmente la costruzione
del dominio elastico {\displaystyle f({\boldsymbol {\sigma }})\leq 0} tarandolo sul dominio elastico costruito sperimentalmente in
condizione di tensione monoassiale.
Soggetti allo stesso stato di tensione, materiali diversi si comportano diversamente. Questo
comporta che un'ipotesi sul comportamento limite, valida per un materiale, può non essere
più valida per un altro materiale. Pertanto un criterio di resistenza non può avere carattere
universale, di validità per tutti i materiali possibili, ma è legato strettamente alla tipologia di
materiale considerato.
I criteri di resistenza più noti ed usati sono:
- il criterio di Tresca (della massima tensione tangenziale) e il Criterio di von Mises (della massima energia di distorsione), con riferimento a materiali duttili (sono quindi criteri di snervamento), isotropi, con comportamento a compressione simmetrico rispetto al comportamento a trazione;
- il criterio di Galileo-Rankine (della massima tensione normale) e il criterio di Grashof-S.Venant (della massima deformazione normale), con riferimento a materiali fragili (sono quindi criteri di rottura), isotropi e con resistenza a trazione marcatamente inferiore rispetto alla resistenza a compressione.

I criteri di resistenza citati non esauriscono la casistica di quelli proposti e utilizzati. Esistono
materiali per i quali sono stati definiti e utilizzati con successo altri criteri di resistenza. Nel caso ancora di materiali anisotropi (ad esempio il legno, i compositi e alcune rocce) tale anisotropia deve essere tenuta in conto dal criterio.  Esistono infine materiali per i quali
non sembrano ancora disponibili criteri universalmente accettati come soddisfacenti.